# 2188 Orlenok
2188 Orlenok è un asteroide della fascia principale. Scoperto nel 1976, presenta un'orbita caratterizzata da un semiasse maggiore pari a 2,9023220 UA e da un'eccentricità di 0,0888975, inclinata di 2,65960° rispetto all'eclittica.
L'asteroide è dedicato al centro educativo sovietico per bambini Orlyonok.